# 路透社
路透通讯社（英語：Reuters），简称路透社，是位列世界前三的多媒體新聞通訊社，提供各類新聞和金融數據，在128個國家運行。路透提供新聞報導給報刊、電視台等各式媒體，並向來以迅速、準確享譽國際。此外，路透社還提供工具和平台，例如股價和外幣匯率，讓交易員可以分析金融數據和管理交易風險；同時路透的系統讓客戶可以經由網際網路完成買賣，取代電話或是紐約證券交易所的買賣大廳等人工交易方式，它的電子交易服務串連了金融社群。
路透的服務分為四個部份：買賣與交易、研究與資產管理、企業和媒體。這些業務超過90％的收入來自金融服務業務：對股票、外幣匯率、以及債券等資訊的分析、處理、發送，以及相關產品的開發。
路透总部位于英国倫敦，是加拿大汤姆森集团控股的新闻服务和金融市场数据供应商，该集团业务包括全球各地的报纸、广播。而新闻报道的收入占不到10%。它的主要业务是提供金融市场信息和交易的产品，包括市场数据，如股票价格和货币汇率，研究和分析，以及交易系统，使经销商在电脑屏幕上购买和出售这些资产作为货币和股票而不是通过电话或在交易大厅。路透社在纽约证券交易所上市。其在其他方面的服务，最值得注意的是分析的40000家公司债务债权，竞争者包括彭博新聞和道琼斯通讯。

## 歷史
1849年，出生德國卡塞爾的保羅·朱利斯·路透開始用信鴿在德國亚琛與比利時布魯塞爾之間傳遞股價，一年之後，由於新的電報線完工，訊息改由電報傳送，同時路透也利用新開通的柏林–亞琛電報線在這兩個城市之間傳遞訊息。不过，亚琛和布鲁塞尔之间有76英里（约122公里）的差距，而布鲁塞尔是比利时首都和金融中心。路透看到有一个机遇，用鸽子来传递布鲁塞尔和柏林之间的新闻，以弥补无线电缺乏这一差距。
1851年10月，路透在英國成立海底電報線辦公室，與倫敦證券交易所簽下一紙合約，提供歐洲大陸的股市行情，以換取獲得英國股市資訊的權利。同年11月，英國多佛與法國加萊之間的海底電纜鋪設完成，路透便藉由海底電纜提供英國股市的數據給法國巴黎的交易員。但从1851年挂牌成立到1858年的七年之间，没有一家报纸和路透社打交道，对于新闻界来说，路透社仿佛不存在。
1858年，为打破新闻通讯上的空白，路透首先叩开了伦敦《广告晨报》的大门。在攻下《泰晤士报》之后，路透社开始有了长足发展。
路透的知名度逐漸提昇，1865年，路透进行了重组，扩充为股份有限公司，被称为路透电报公司，路透出任第一任经理。特別是在1865年首先於歐洲報導亞伯拉罕·林肯被刺殺的新聞之後。路透所提供的服務內容也逐漸增加，包含全球的一般和財經新聞，並於1923年開創使用無線電於國際間傳播新聞的先例。路透本人在1857年加入英國國籍。今日，路透在全球94個國家，200個城市設有營運處及197所新聞分社，提供19種語言的新聞，幾乎所有主要的新聞媒體都有訂閱路透的新聞。
1980年代路透開始快速成長，開拓產品範圍。1984年，路透在倫敦證券交易所和纳斯達克掛牌上市，成為公開上市公司。然而，有人担心，上市公司会使客观的报道受到损害，例如控制该公司的单一股东。为了应对这种可能性，公司在制定章程的时候，包括股票上市规则，个人不被允许超过15 ％的股份。这一规则适用于1980年代末。
与此同时，作为进一步措施来保护新闻的独立性，路透创办人路透成立了一家股份公司。这个公司唯一的任务是保护其新闻输出的完整性，它拥有一个“创办人股份”，一个试图改变任何有关规则的路透社原则。这些原则规定了公司的宗旨，以维护其独立性、完整性和不受偏见的新闻报道。
路透开始快速成长，在1980年代，扩大其业务范围内的产品，并扩大其全球新闻网络媒体，金融和经济的服务。展開一系列的併購，包括1985年的維氏新聞（Visnews，後改名為路透電視）、1986年的Instinet、1994年的TIBCO（後改為Teknekron）和Quotron。
在1990年代中期，路透公司进行了简短的广播电台进军，设立了伦敦电台和两个无线电台，伦敦新闻97.3 FM和伦敦新闻谈11.52AM。路透社的无线电新闻服务还设立了竞争与独立电台新闻。
1995年，路透成立溫室基金，對美國境內甫成立的科技公司進行小額投資。路透並持有1999年7月在纳斯達克首次公開上市的TIBCO軟體和2001年5月同樣在纳斯達克首次公開上市的Instinet的多數股份。2001年10月，路透完成其歷史上最大的併購案，買下Bridge資訊系統的多數資產。2003年3月，路透併購Multex.com Inc.。
2007年5月15日，加拿大汤姆森集团和路透集团发表声明，就合并事宜达成一致。交易价值为172亿美元。汤姆森现在控制着大约53％的新公司，新公司名为汤森路透。新的首席汤姆·格罗瑟，曾持路透社早先的15％的股份。2008年3月26日，这两个机构的股东同意合并。
2007年10月，路透在印度推出了移动电话服务，提供本地和个性化的商品价格信息、新闻和天气预报。
2021年4月15日，路透宣佈公司的新聞網站將使用付費牆模式收費，瀏覽者每月可以免費瀏覽五篇新聞，之後繼續閱讀新聞需要成為會員，會費為34.99美元/月。路透社的主要客戶路孚特抱怨路透的付費墻違反他們之間的新聞提供協議，路透社宣佈推遲6月1日實施的收費計劃。路透社称，收费服务首先将在加拿大实施，随后是美国和欧洲部分地区，并计划在全球范围内推广。

## 主要辦事處

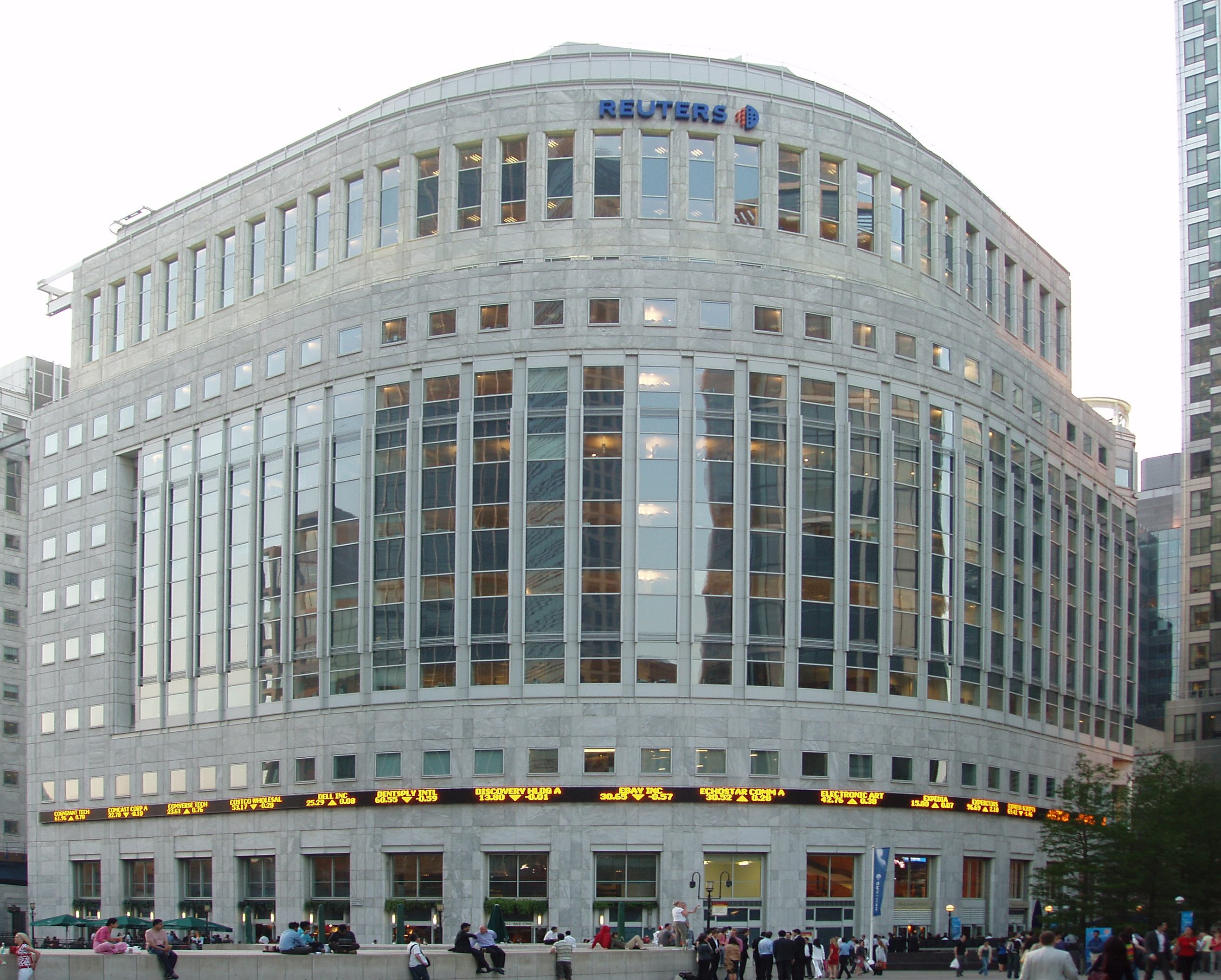
位於金絲雀碼頭的路透大樓

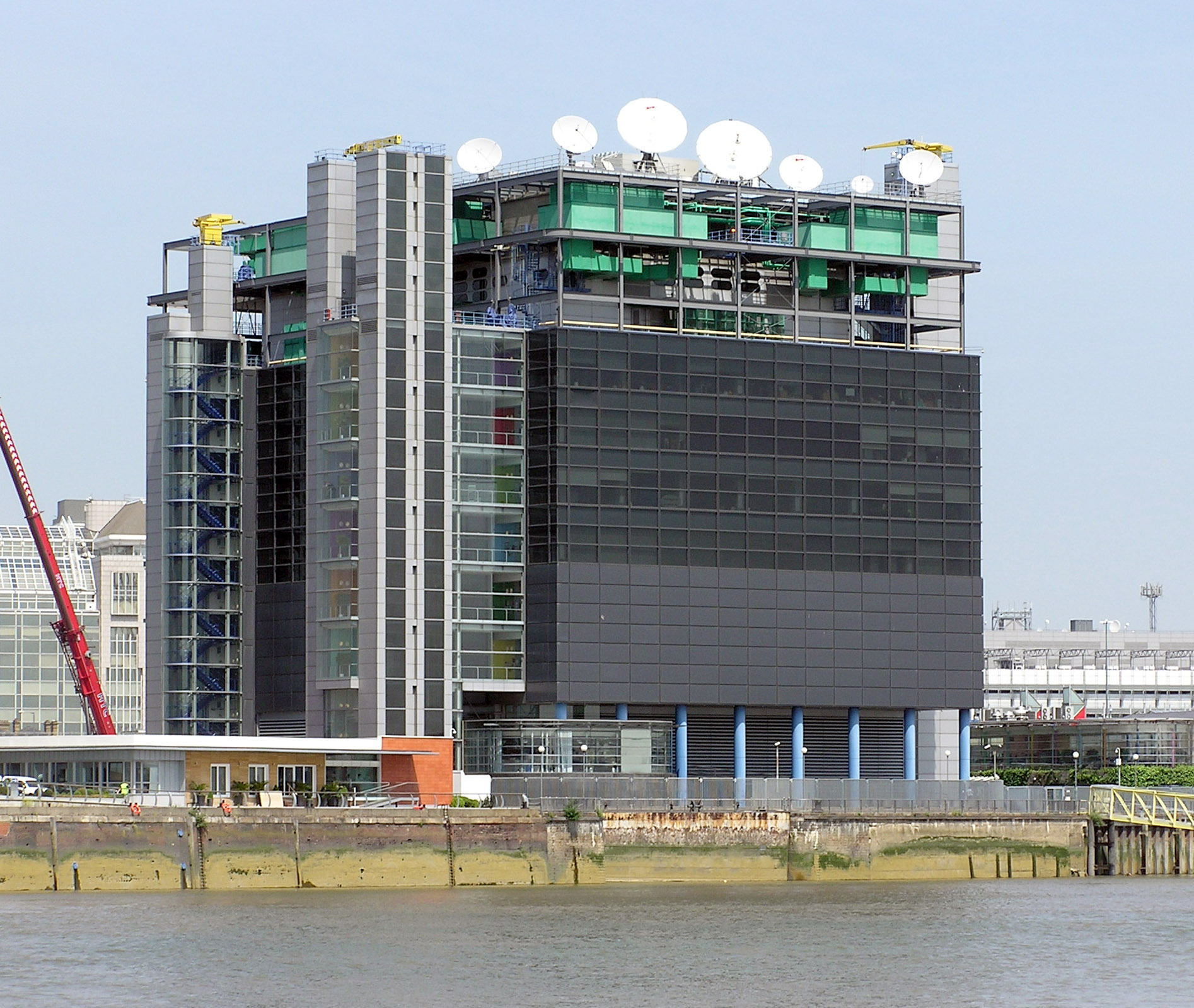
路透數據中心

1851年10月，路透在英國倫敦成立辦公室。1939年，辦公室遷移到著名的艦隊街，艦隊街85號成為新的總部。2005年總部搬遷到一幢較大的建築，也就是位於金絲雀碼頭的現址，路透大樓前的空地也被重新命名為路透廣場。
路透的美洲總部設在美國紐約的時報廣場，在2001年完工，位於42街和第7大道的轉角，是一幢30層樓高的大樓。亞洲總部則位於新加坡的科學園區，歐洲、中東及非洲總部在瑞士。

## 記者
路透有一組數千名記者的團隊，報導了幾乎全世界的重大消息，有時甚至賠上了性命。1960年代晚期，安東尼·格雷（Anthony Grey）因為在北京報導文化大革命被監禁，成了第一批現代政治人質。安東尼被紅衛兵囚禁2年2個月後獲得釋放。2000年5月，一名美國記者庫爾特·雪爾克（Kurt Schork）在獅子山的一場伏擊中喪生。2003年4月和8月，新聞攝影師塔拉斯·普羅茲尤克（Taras Protsyuk ）和馬讚·丹納（Mazen Dana）前後被駐伊拉克美軍擊中身亡。2004年，攝影師阿德蘭·卡薩諾夫（Adlan Khasanov ）和迪亞·納吉姆（Dhia Najim）分別在車臣共和國和伊拉克身亡。2005年8月28日，電視音響師瓦立德·卡哈萊德在伊拉克一美軍檢查站遭美軍槍擊身亡，同時遭到槍擊並受傷的還有一名攝影師卡德漢姆。事件發生後，他被美軍扣押問話。
2006年8月7日，一名黎巴嫩記者阿德南·哈吉（Adnan Hajj）涉嫌在2006年以黎衝突的新聞照片上作假，哈吉經電腦處理將照片上的煙霧變得顏色更深、面積更大，但哈吉本人否認曾經修改過相關照片，表示自己只是想去除照片上呈現的灰塵；路透社的新聞編輯保羅·霍姆斯則表示：「公司認為，去除圖片上的灰塵，將不會導致圖片看起來像現在這個樣子。」此事件被發現後路透社宣佈撤回920張商業新聞圖片，並與該名記者解約。
2023年10月13日，一名路透記者伊薩姆·阿卜杜拉（Issam Abdallah）在黎巴嫩南方為播報員提供直播訊號時被以色列方向襲來的導彈擊中身亡。除此之外，還有六名相關人員受傷。黎巴嫩首相與一名真主黨議員譴責以色列，而以色列軍方宣稱正在調查相關事件。

## 中国业务
路透目前在中国大陸的业务，主要为财经信息和媒体。
其财经信息业务独立经营，受中国通讯社新华社监管。根据2008年11月欧盟上诉至世界貿易組織的最终结果，中華人民共和国政府同意在2009年6月1日之后，由第三方独立监管机构管理包括路透社在内的境外通讯社业务。这个独立监管机构为中华人民共和国国务院新闻办公室下辖的一个局。
按照中国大陸媒体的习惯，路透的媒体业务分为文字和新闻图片两部分。新闻图片部分由新华社独家代理并向路透社支付费用，提供给媒体用户使用并收取费用。
路透中文网在2013年6月之前能够正常访问，6月中旬后遭防火長城封锁。根據香港英文報紙《南華早報》指出，路透社遭封鎖的原因很可能是6月15日轉載了《紐約時報》揭露溫家寶女兒溫如春和美國摩根大通之間商業往來的調查報導。中文網後來被解封。
2015年3月20日，路透所有國家地區網站（reuters.com）皆被防火長城封鎖。此前，《紐約時報》、《華爾街日報》、《南華早報》和彭博社的網站均被防火長城屏蔽。
2016年1月18日，路透中文网的新浪微博帐户發布消息人士称肖钢提出辞去中国证监会主席一职的報道，同日证监会称消息不實後，路透社中文网的微博帐户隨即被销号。
此外，路透社开通了“路透财经早报”和“路透午报”两个微信公众号，运营主体均为路透社北京记者处。

### 引用
1. 1 2 3  .   [2007年2月15日]. （原始内容存档于2008年6月16日） （英语）.
2. ↑  路透. . 2004年3月  [2007年2月16日]. （原始内容存档于2007年2月7日） （中文（繁體））.
3. ↑  . Thomson Reuters.   [2017-03-10]. （原始内容存档于2018-11-15） （美国英语）.
4. ↑  路透. . 2003年5月  [2007年2月16日]. （原始内容存档于2007年2月16日） （中文（繁體））.
5. ↑  路透. .   [2007年2月19日]. （原始内容存档于2007年2月5日） （中文（繁體））.
6. ↑  . news.xinhuanet.com.   [2017-03-10]. （原始内容存档于2017-03-12）.
7. ↑   (PDF). www.businesscalltoaction.org. : Page 2  [2016-09-02]. （原始内容 (PDF)存档于2017-03-05）.
8. ↑  史正丞. . 财联社. 2021-04-16  [2021-06-08]. （原始内容存档于2022-07-19） （中文（简体））.
9. ↑  亚历克斯•巴克. . 金融时报. 2021-05-28  [2021-06-08]. （原始内容存档于2022-05-24） （中文（简体））.
10. ↑  . Reuters.   [2025-05-16].
11. ↑  .   [2007年2月16日]. （原始内容存档于2021年5月10日） （英语）.
12. ↑  . BBC中文網. 2006年8月8日  [2007年2月16日]. （原始内容存档于2021年5月9日） （中文（繁體））.
13. ↑  .   [2023年10月13日]. （原始内容存档于2023-10-17）.
14. ↑  .   [2023年10月14日]. （原始内容存档于2023-11-28）.
15. ↑  . Newtalk 新頭殼.   [2017-03-10]. （原始内容存档于2013-11-30） （中文（臺灣））.
16. ↑  . 紐約時報中文網. 2015年3月22日  [2015年5月15日]. （原始内容存档于2020年11月15日）.
17. ↑  . Reuters. 2015年3月20日  [2015年5月15日]. （原始内容存档于2015年5月9日）.
18. ↑  . 聯合新聞網. 2016-01-18  [2016-01-22]. （原始内容存档于2021-05-10）.